# Norma Miller
Norma Miller (Harlem, Nueva York, 2 de diciembre de 1919-Fort Myers (Florida), 5 de mayo de 2019) conocida como «la reina del swing», fue una bailarina de jazz y lindy hop, coreógrafa, actriz, humorista, cantante y autora estadounidense.

## Biografía
Nació en Harlem el 2 de diciembre de 1919, la segunda hija de Alma Miller y Norman Miller, originarios de Bridgetown, Barbados. Su madre había emigrado a Nueva York a los quince años y trabajaba como servicio doméstico, su padre trabajaba en los astilleros y murió de neumonía poco antes de su nacimiento. Miller y su hermana Dorothy crecieron en circunstancias difíciles en Harlem gracias al empeño de su madre y sus tías, en una época en la que Harlem se había convertido en importante foco cultural para la población afroamericana. Desde edad temprana la música jazz y el baile ejercieron gran influencia sobre Miller, que vivía detrás del famoso salón de baile Savoy Ballroom.
Estudió en los colegios PS 136 y PS 89 en Harlem, donde asistió a clases de danza. Según cuenta en el documental Jazz, de Ken Burns, la primera vez que entró en el Savoy fue a los doce años de la mano del legendario bailarín Twistmouth George que la había visto bailando en la calle. A los catorce años gana un concurso de baile en el Teatro Apollo y es descubierta por Herbert White, que dirigía los grupos de baile del Savoy, los Whitey's Lindy Hoppers. Como miembro de este conjunto queda finalista en la categoría de Lindy hop del Harvest Moon Ball de 1935 y deja la escuela para realizar una gira por Europa. En ese momento inicia su carrera profesional en el mundo del espectáculo que continuará toda su vida hasta los 99 años. 
Durante los años álgidos de la "era del swing" giró con los Whitey’s Lindy Hoppers por todo EE. UU., formando parte del espectáculo de Ethel Waters y actuando en la Exposición Universal de Nueva York de 1939, donde el Savoy tenía su propio pabellón. Bailó en varias películas, entre ellas Un día en las carreras (1937), de los Hermanos Marx, en lo que sería la primera escena de Lindy hop filmada en Hollywood, y más tarde en el famoso número de Lindy hop en Hellzapoppin' (1941), dirigida por H. C. Potter, donde también baila Frankie Manning. Con los Whitey’s Lindy Hoppers viajó hasta Brasil, donde actuó en el Cassino da Urca de Río de Janeiro durante una estancia prolongada debido a la participación de EE. UU. en la II Guerra Mundial.
En los años cuarenta Miller empezó su carrera en solitario como productora y bailarina. Aprendió diferentes estilos de baile en la academia “New Dance Group” y produjo espectáculos en Nueva York y Los Ángeles. En 1952 formó su propia compañía de baile: los Norma Miller Jazz Dancers, con los que viajaría por EE. UU. y el extranjero trabajando con artistas de la talla de Count Basie, Sammy Davis Jr., Duke Ellington y Cab Calloway. A principios de los años sesenta la compañía se redujo y pasó a llamarse Norma Miller and her Jazzmen. En sus memorias cuenta las dificultades a las que se enfrentaban como artistas negros en una América segregada, a pesar de lo cual siguieron muchos años en la carretera.
Artista polifacética, en los años setenta Miller se dedicó a la comedia en colaboración con el humorista Redd Foxx, con el que realizó espectáculos de stand up además de aparecer en la serie de televisión Sanford & Son, y en 1972 realizó una gira por Vietnam para entretener a las tropas americanas. Durante los setenta residió en Las Vegas, donde siguió actuando y produciendo espectáculos, aunque mantuvo siempre un vínculo estrecho con su barrio de nacimiento, Harlem, al que volvería unos años más tarde. Jugó un papel importante en el renacimiento del interés por el Lindy hop en los años ochenta y noventa, reuniendo por primera vez a sus antiguos compañeros de los Whitey's Lindy Hoppers en un espectáculo en el Village Gate en 1984.
Su trabajo como coreógrafa incluye colaboraciones con Frankie Manning en Malcolm X (1992), del director Spike Lee, y en Opus McShann, de la compañía Alvin Ailey, además de coreografiar la producción televisiva Stompin' at the Savoy (1992), de Debbie Allen.
Miller fue una defensora de la historia del baile y la música afroamericanas y ha escrito varios libros, entre ellos, Swing, Baby, Swing! (2010) y La reina del swing: las memorias de Norma Miller (Swingin’ at the Savoy, the Memoir of a Jazz Dancer), publicado por primera vez en 1996 y traducido recientemente al español, donde cuenta sus experiencias en el mundo del espectáculo y el despegue del swing en Harlem de la mano de artistas como Ella Fitzgerald, Chick Webb, Count Basie, Louis Armstrong o Duke Ellington. 
Miller es la protagonista del documental Queen of Swing (2006), de John Biffar, con el que ya había filmado Captiva Island (1995), y del libro infantil de Alan Govenar, Stompin’ at the Savoy: the Story of Norma Miller (2006). Entre los numerosos documentales en los que figura destaca  la reconocida serie Jazz (2000) de Ken Burns, The Call of the Jitterbug (1988) y, más recientemente, The Savoy King: Chick Webb and the Music that Changed America (2012) de Jeff Kauffman, además de participar en el Smithsonian Jazz Oral History Program (2007) y el National Visionary Leadership Project Archivado el 12 de marzo de 2014 en Wayback Machine..
Miller siguió trabajando y swingueando hasta bien entrado el nuevo milenio. Viajaba a numerosos campamentos de baile por el mundo compartiendo su pasión y sus conocimientos sobre swing, destacando su larga asociación con los campamentos de Herrang en Suecia y de Beantown en EE. UU. En los últimos años, pasaba largas temporadas en Italia donde trabajó con la Billy Bros. Swing Orchestra y en 2016, a la edad de 97 años, publicó su primer álbum, A Swingin’ Love Fest, realizando sendas giras en 2017 y 2018.
Su trayectoria profesional y su legado en la danza jazz han sido reconocidos por numerosos premios. En 2003 Miller recibió el reconocimiento del National Heritage Fellowship del National Endowment for the Arts y en 2015 la Louis Armstrong Educational Foundation le concedió el premio SATCHMO. 
Residía en la ciudad de Fort Myers, Florida, donde murió el 5 de mayo de 2019 a la edad de 99 años. 
Su funeral se celebró el 24 de mayo de 2019 en St James Presbyterian Church, Nueva York. Está enterrada en el "Jazz Corner" de Woodlawn Cemetery en el Bronx, Nueva York.

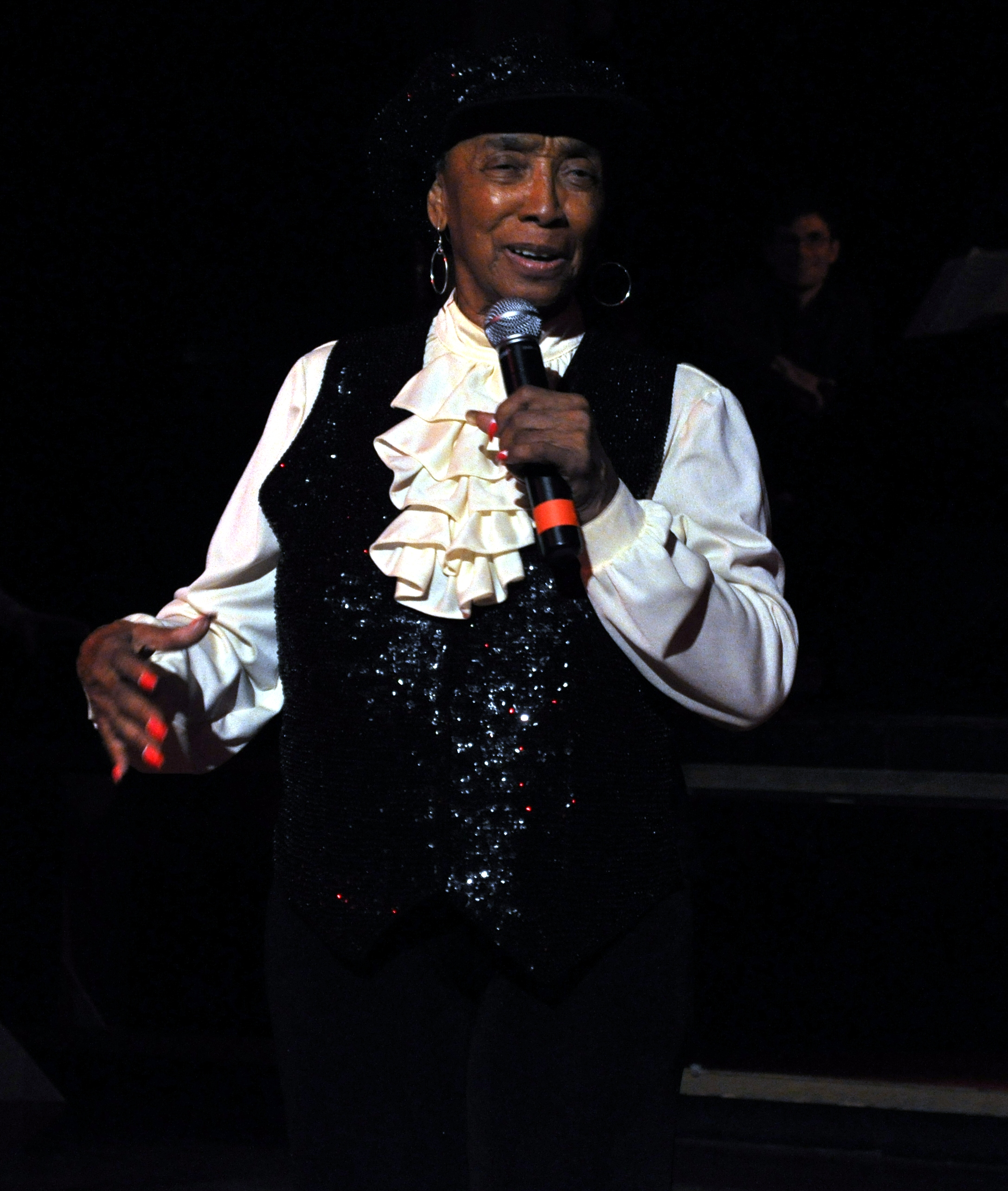

## Libros
- Swingin' at the Savoy: the Memoir of a Jazz Dancer (Temple University Press, 1996)
- La reina del swing: las memorias de Norma Miller (Ediciones Carena, 2018)
- Me & John Biffar: A Love Story (2013)
- Swing, Baby Swing! (2010)
- Stompin' at the Savoy: The Story of Norma Miller, de Alan Governor y Miller (2006)

## Filmografía
| Año  | Título                 | Papel                  |
| ---- | ---------------------- | ---------------------- |
| 1937 | Un día en las carreras | Bailarina              |
| 1939 | Keep Punching          | Bailarina              |
| 1941 | Hellzapoppin'          | Bailarina              |
| 1992 | Malcolm X              | Bailarina del Roseland |
| 1992 | Stomping at the Savoy  | Coreógrafa             |
| 1995 | Captiva Island         | Clara                  |